# Issa Alharrasi
Issa Shanan Alharrasi (* 19. August 1999) ist ein katarischer Tennisspieler.

## Karriere
Alharrasi spielte bereits einige Turniere auf der ITF Junior Tour, wo er es bis auf Rang 980 im Jahr 2017 schaffte.
Bei den Profis gab er sein Debüt auf der ITF Future Tour. Im Doppel erreichte er auf dieser ein Halbfinale, womit er sich auch in der Weltrangliste platzieren konnte. Bereits 2018 gab Alharrasi sein Debüt für die katarische Davis-Cup-Mannschaft, wo er eine Bilanz von 1:2 vorweisen kann. Anfang 2022 in Doha bekam er an der Seite von Illja Martschenko eine Wildcard für das Doppel und gab damit sein Debüt auf der ATP Tour. Er verlor dieses Match, genau wie sein Match in der Qualifikation des Einzels deutlich in zwei Sätzen.